# David Wilkie (pittore)
David Wilkie (Cults, 18 novembre 1785 – Gibilterra, 1º giugno 1841) è stato un pittore scozzese.
Considerato un grande esponente della pittura di genere del XIX secolo, fu primo pittore di corte durante il regno di Giorgio IV e della regina Vittoria.

## Biografia
Figlio di David Wilkie, parroco di Cults che non accettò di buon grado il fatto che il figlio diventasse un pittore, dimostrò amore per l'arte sin dalla tenera età.
Grazie all'interessamento del Conte di Leven, Wilkie fu ammesso a frequentare la Trustees' Academy di Edimburgo.
Da William Allan, futuro baronetto e futuro presidente della Royal Scottish Academy, e da John Burnet, incisore delle sue opere, abbiamo un interessante resoconto dei suoi studi iniziali, della sua indomabile perseveranza e della forza della sua accurata applicazione, della sua ossessione per le fiere ed i luoghi di mercato e la sua abitudine a trasferire sul suo quaderno di schizzi tutto ciò che lo aveva colpito e la sua ammirazione per le opere di Carse e di David Allan, due pittori scozzesi specialisti in scene di vita umile.
Nel 1805 lasciò la Scozia e, giunto a Londra, iniziò a frequentare la Royal Academy, dedicandosi alla pittura di carattere storico e di genere.
Nel 1811 divenne membro della Royal Academy. 
Dal 1830 fino al 1841, anno della sua morte, fu primo pittore di corte inglese.
Nel 1832 gli fu concessa l'onorificenza di Knight Bachelor.